# Gibson Moderne
Gibson Moderne – gitara elektryczna produkowana przez firmę Gibson Guitar Corporation, w latach od 1958 do 1959 i od 1982 do dzisiaj.
Modelu gitary Gibson Moderne użyto w grach na PlayStation 2 oraz Xbox 360: Guitar Hero i Guitar Hero II.